# Hidrură

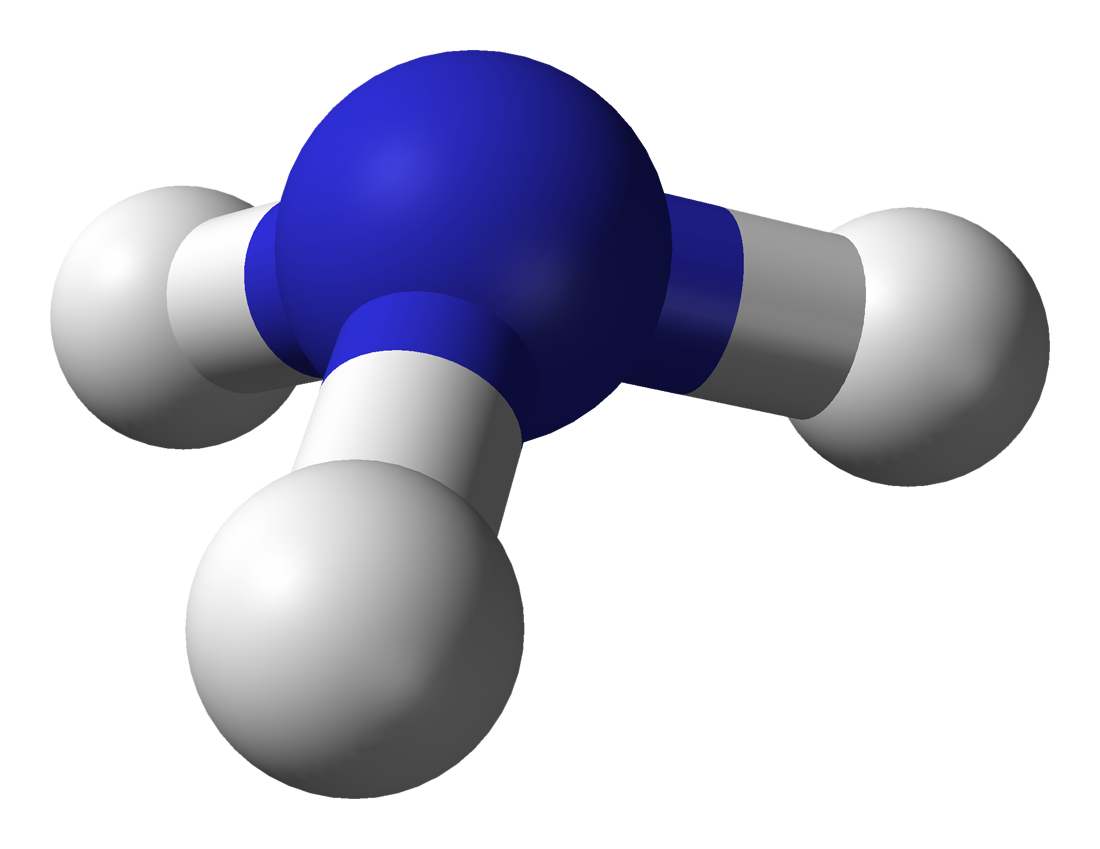
Amoniacul, trihidrura de azot, este una dintre cele mai cunoscute hidruri

Termenul de hidrură face referire la anionul hidrogenului H−, însă poate numi și un compus chimic care conține acest ion. Hidrurile au adesea proprietăți reducătoare, nucleofile sau bazice, iar hidrogenul este legat de un element sau un grup mai electropozitiv. Aproape toate elementele formează combinații binare cu hidrogenul, excepțiile fiind He, Ne, Ar, Kr, Pm, Os, Ir, Rn, Fr și Ra.
Hidrurile pot fi atât compuși binari (hidrură de sodiu NaH, hidrură de cesiu CsH, arsină AsH3, fosfină PH3), cât și mai complexe (borohidrură de sodiu NaBH4, hidrură de litiu și aluminiu).

## Descoperire
In anul 2019 a fost descoperită prima moleculă formată în univers la cca 300.000 ani după Big Bang, hidrura de heliu (HeH+) (în engleză „helium hydride ion”). Este o combinație între un atom de heliu și un proton (fără electroni) de hidrogen. Descoperirea s-a făcut ajutorul observatoriului astronomic SOFIA (Stratospheric Observatory for Infrared Astronomy, plasat în stratosferă, o cooperare germano-americană) în nebuloasa planetară NGC 7027.